# Paesens
Paesens (Fries, officieel: Peazens) is een dorp in de gemeente Noardeast-Fryslân, in de Nederlandse provincie Friesland. Paesens ligt ten noordoosten van Nes en Oosternijkerk, ten noordwesten van Lioessens en ten oosten van Moddergat. De dorpskern ligt aan de zeedijk van de Waddenzee. De centrale straat van Paesens is De Buorren. In 2023 telde het dorp Paesens 205 inwoners. Het dorp vormt één gemeenschap met het dorp Moddergat onder de dubbelnaam Paesens-Moddergat.
De twee dorpen werden oorspronkelijk gescheiden door het water de Paesens, een slenk die uitmondde in de Waddenzee. De grens tussen de twee dorpen in de nieuwbouw wordt nu gevormd door de straten Kokentún en De Wiel, waarbij de Kokentún in Paesens is gelegen en De Wiel in Moddergat.
Paesens ligt niet meer direct aan de Waddenzee, buiten de dijk ligt een kwelderlandschap genaamd Peazemerlannen. In dit 485 hectare grote natuurgebied grazen in de zomerperiode schapen en paarden. Het is verder vooral ornithologisch van belang.

## Geschiedenis

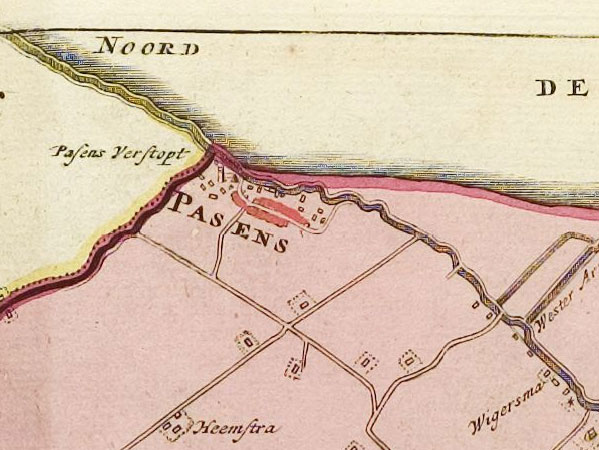
Paesens in 1718 toen er nog geen sprake was van Moddergat

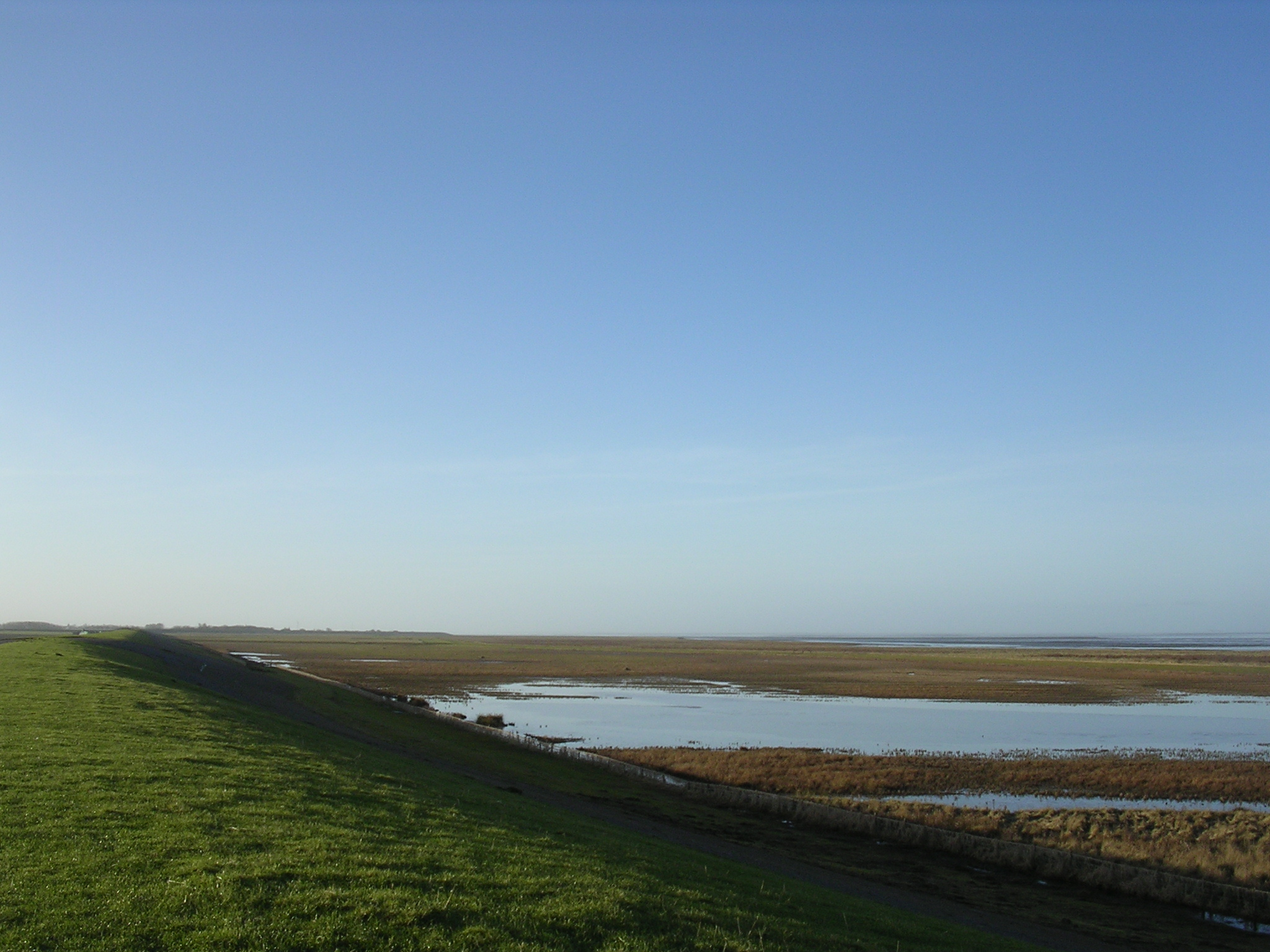
De Paesenserpolder/lânnen

Het dorp Paesens is ontstaan in de 11e eeuw nadat de zeedijk werd neergelegd. Het dorp lag even ten oosten van de zeeslenk Paesens, die naar Dokkum liep. Het dorp ontwikkelde zich al snel tot een vissersdorp. In de 17e en vooral 18e eeuw breidde het dorp uit tot aan de oever van deze rivier. Men breidde ook aan de andere kant daarna uit en zo ontstond de satellietnederzetting Moddergat. Moddergat was daarvoor niet meer dan een benaming voor de monding van de zeeslijk, die nogal wat slijk kende.
Wat later ontstond ten westen van Moddergat ook nog een derde nederzetting. Deze werd De Kamp genoemd, die uiteindelijk onderdeel geworden is van Moddergat.
Het water werd in 1415 vermeld als Pazerne (wal). Het gebied in 1440 als Paidza, in 1449 spreekt men van Paxtra Zylfesten en Paesne zyl, in 1466 werd de plaats vermeld als tho der Pasen, in 1482 als ter Pazen, in 1511 to Pasen en is 1579 als Paessens.
Het is onbekend waar de oorspronkelijk water en plaatsnaam naar verwijst. Mogelijk verwijst via de Pregermaanse gereconstrueerde naam pâgina na wisweren of vlakken van water. De plaats zou pas later zijn gaan verwijzen naar het water. Waarschijnlijk vanaf 1466, maar het kan ook pas vanaf 1511 het geval zijn.
De tweelingdorpen Paesens en Moddergat bezaten in de 19e eeuw een grote vissersvloot. In de nacht van 5 op 6 maart 1883 voltrok zich een ramp voor de gemeenschap. Tijdens een zware storm vergingen 17 blazers en aken en kwamen 83 dorpelingen van Paesens en Moddergat om. Ter herdenking werd in 1958 op de zeedijk een monument opgericht. Anno 2019 is in de dorpen de visserij nog steeds een belangrijke bron van inkomsten, maar de schepen hebben nu wel Lauwersoog als hun thuishaven.
Tot de gemeentelijke herindeling in 1984 maakte Paesens deel uit van de gemeente Oostdongeradeel, daarna tot de gemeente Dongeradeel, waarna deze opging in de gemeente Noardeast-Fryslân.

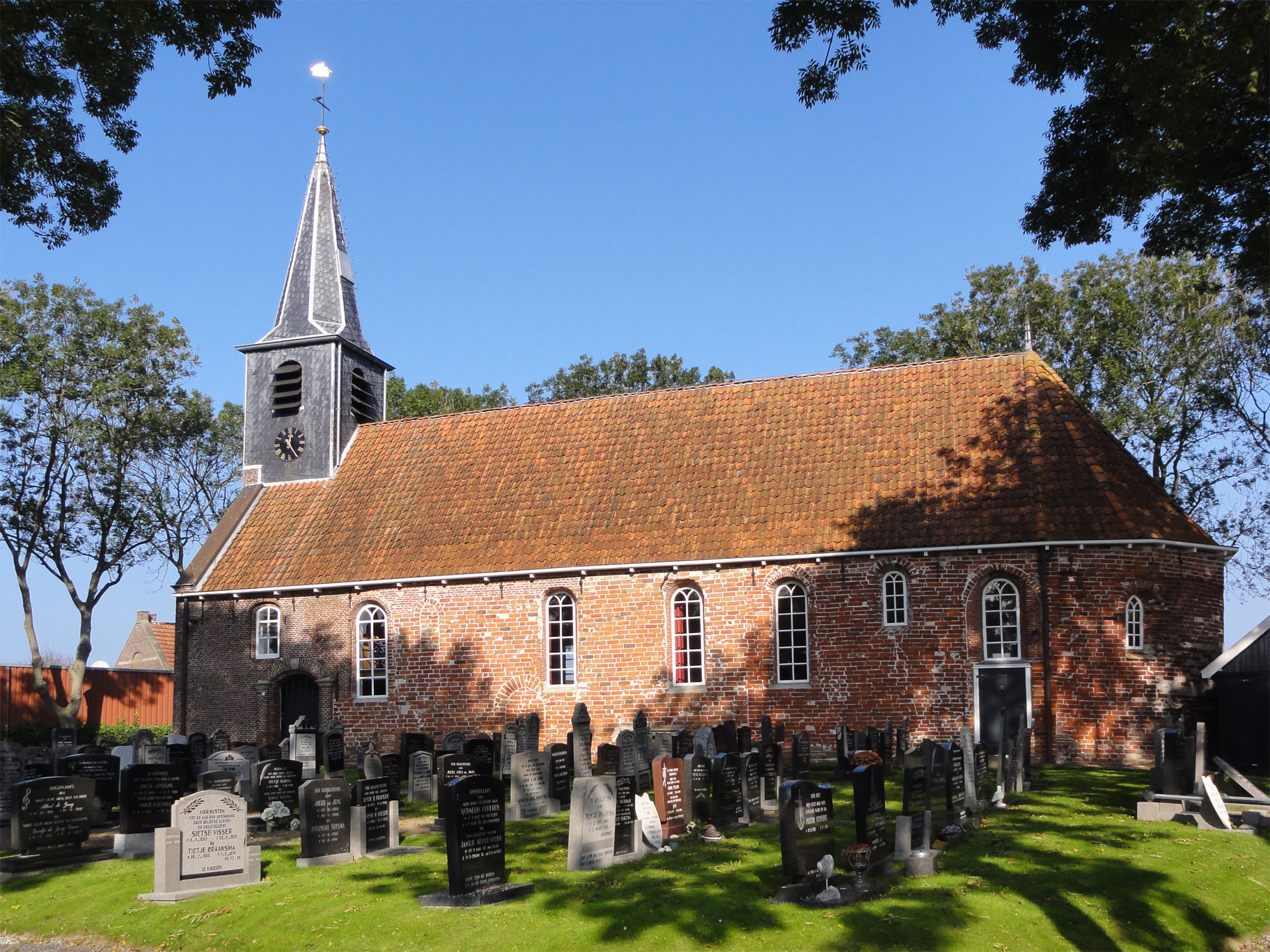
De laatromaanse Sint-Antoniuskerk

## Kerk
Het dorp heeft een kerk, de Sint-Antoniuskerk. De kerk werd in oorsprong rond 1200 gebouwd, van de oorspronkelijke romaanse kerk gebouwd van kloostermoppen zijn nog delen bewaard gebleven. De kerk werd in 1792 ingrijpend gewijzigd. Het werd in westelijke richting verlengd en de zadeldaktoren werd afgebroken en vervangen door een daktorentje. De klok erin dateert van 1507.

## Molen

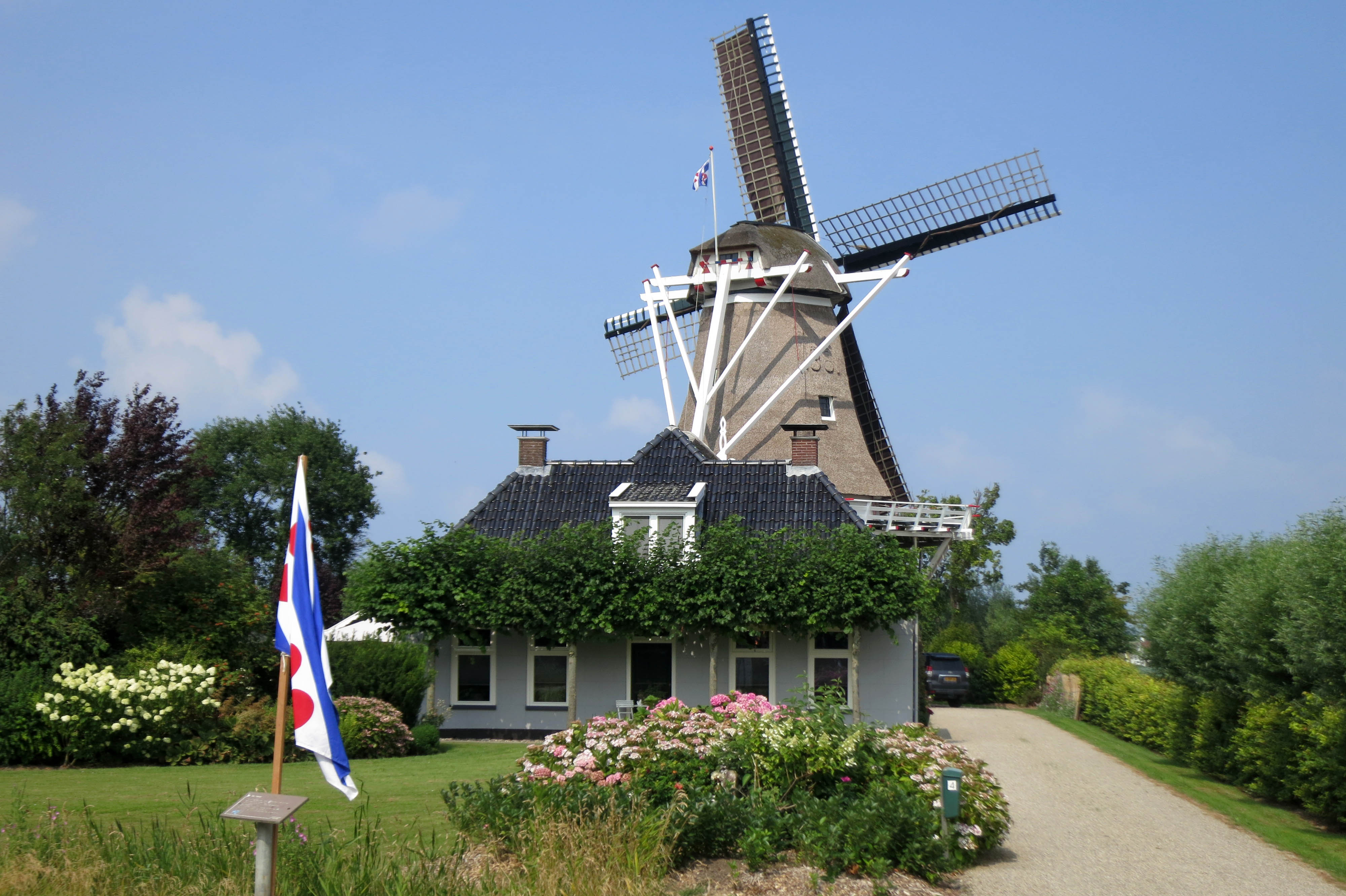
Molen De Hond

Net buiten het dorp staat korenmolen 'De Hond'. De molen is een stellingmolen uit 1861. In 1950 werd er een sloopvergunning uitgegeven voor de molen, maar desondanks bleef de molen jarenlang onaangeroerd staan. In 1968 werd de molen door een molenstichting gekocht voor het symbolische bedrag van één gulden, omdat deze geheel vervallen was. In 1971 werd de molen weer in volle glorie in gebruik genomen.

## Cultuur, sport en activiteiten
Het dubbeldorp Paesens-Moddergat is een verweven gemeenschap en heeft daardoor veel gezamenlijke verenigingen. In Paesens staat het in 2015 geopende multifunctioneel centrum 'De Dûbelslach'. Er bestaat een gezamenlijke dorpskrant, genaamd de PM'er. De kaatsvereniging heet 'KV Thomas Prins' en de brommerclub 'It âlde Barrel'. 1 keer in de zoveel tijd is er ook een vrouwengroep/bond die met z'n allen bijeenkomt.

## Onderwijs
In Paesens staat de basisschool van het dubbeldorp, CBS 't Kompas. Vanwege het geringe aantal leerlingen (31) moet de school aan het eind van het schooljaar 2023-2024 sluiten. 

## Geboren in Paesens
- Lou Dijkstra (1909-1964), schaatser en medicus
- Jan Beerekamp (1917-1974), predikant en politicus